# The North
The North foi uma dupla de luta livre profissional canadense, composta por Ethan Page e Josh Alexander no Impact Wrestling, onde foram campeões mundiais de duplas do Impact por duas vezes. O primeiro reinado deles com o título foi o mais longo da história do Campeonato Mundial de Duplas do Impact. Além disso, eles também competiram em várias promoções do circuito independente.
A equipe foi formada em 2011 como Monster Mafia no circuito independente canadense e competiu em várias promoções independentes nos Estados Unidos e no Canadá, conquistando diversos títulos de duplas, incluindo o Campeonato Mundial de Duplas da PWG uma vez.

## História

### Circuito independente (2011–2021)
Ethan Page afirmou em uma entrevista de 2020 que usou o PWI 500 como um incentivo para motivar a equipe a trabalhar como dupla, destacando que essa área tinha menos equipes, dizendo: "Eu serei o falastrão e você será o socador, e nós vamos formar uma dupla e começar a viajar pelo caminho." Eles estrearam juntos como uma dupla derrotando o 4Saken em um evento da Real Championship Wrestling (RCW) chamado No Remorse. O Monster Mafia competiu em várias promoções independentes nos Estados Unidos e no Canadá. Eles conquistaram seus primeiros títulos de duplas em 1º de setembro de 2013, derrotando os Young Bucks para conquistar o Campeonato de Duplas da IWL em um evento da Insane Wrestling League (IWL) chamado New Era 8. Eles mantiveram os títulos por mais de um ano antes de perdê-los de volta para os Young Bucks no New Era 9 em 28 de setembro de 2014. Eles derrotaram o Goat Brigade para capturar o Campeonato de Duplas da Fringe Pro Wrestling (FPW) no evento The Showdown. Defenderam com sucesso os títulos contra o Goat Brigade no Locked and Loaded, até que os títulos ficaram vagos em 12 de outubro.
O North conquistaria seus próximos títulos de duplas ao derrotar The Besties in the World e The Crew em uma luta three-way de duplas no evento Afraid of the Dark da Wrestling Revolver em 26 de julho de 2019. No evento The Purge IV da Alpha-1 Wrestling, o North venceu uma luta gauntlet para conquistar o Campeonato de Duplas da A1.

### Ring of Honor (2013–2014)
O Monster Mafia fez sua estreia na Ring of Honor durante o supercard A New Dawn em 28 de setembro de 2013, em uma luta de duplas contra o ReDRagon, a qual perderam. O Monster Mafia faria mais algumas aparições esporádicas no ROH. Eles apareceram no episódio de 26 de julho de 2014 do Ring of Honor Wrestling, onde Page competiu sob um novo nome de ringue, "Ethan Gabriel Owens", e desafiaram sem sucesso o ReDRagon pelo Campeonato Mundial de Duplas. Eles perderam para o The Decade no Death Before Dishonor XII. No All Star Extravaganza VI, competiram em uma luta four-corner survival contra The Decade, a dupla de Moose e R.D. Evans, e a equipe de Caprice Coleman e Takaaki Watanabe, que foi vencida por Moose e Evans. Essa seria a última luta do Monster Mafia no ROH.

### Pro Wrestling Guerrilla (2015)
O Monster Mafia fez sua estreia na Pro Wrestling Guerrilla no evento From Out of Nowhere em 27 de fevereiro de 2015, onde competiram contra os Young Bucks em uma luta que perderam. O Monster Mafia fez sua próxima aparição no Don't Sweat The Technique, perdendo para Chris Sabin e Matt Sydal. O Monster Mafia participou do torneio DDT4 de 2015, onde derrotaram o World's Cutest Tag Team, devido à interferência de Roderick Strong, para conquistar o Campeonato Mundial de Duplas na fase de quartas de final e defenderam os títulos contra os Beaver Boys na semifinal, mas perderam a luta. O Monster Mafia perderia para o World's Cutest Tag Team em sua última aparição na PWG no Mystery Vortex III: Rock And Shock The Nation. Após a luta pelo título, a equipe se desfez, pois Alexander se aposentou da luta livre profissional.

### Impact Wrestling (2019–2021)

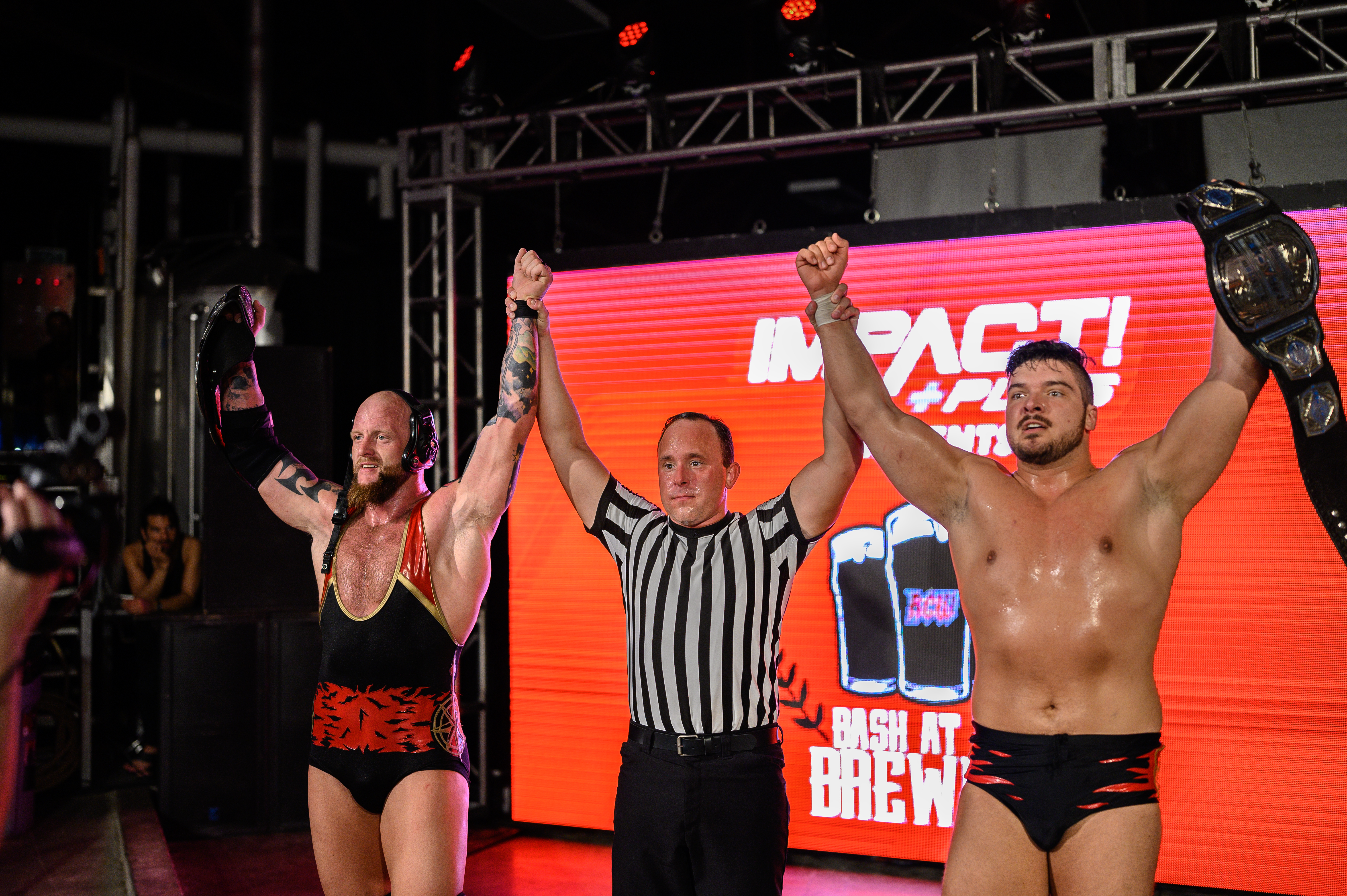
The North depois de vencer o Campeonato Mundial de Duplas do Impact no Bash at the Brewery.

Page ingressou no Impact Wrestling em 2017 e competiu brevemente como Chandler Park, o primo fictício de Abyss, até fazer sua reestreia como Page no episódio de 4 de outubro de 2018 do Impact Wrestling. Ele competiu na X Division durante o outono de 2018 e início de 2019, até se reunir com Josh Alexander para reviver o Monster Mafia no Impact Wrestling. Alexander fez sua estreia no Impact Wrestling no episódio de 12 de abril, ao lado de Page, em uma luta de duplas, onde mudaram o nome de sua equipe para "The North", derrotando Sheldon Jean e El Reverso. No Rebellion, o North fez equipe com Moose para derrotar o The Rascalz em uma luta de trios. No episódio de 14 de junho do Impact Wrestling, o North derrotou Rob Van Dam e Sabu para garantir uma oportunidade pelo Campeonato Mundial de Duplas no Bash at the Brewery, onde venceram o Latin American Exchange (Santana e Ortiz) para conquistar os títulos de duplas. Eles defenderam com sucesso os títulos contra LAX e Rascalz (Dez e Wentz) em uma luta three-way de duplas no Slammiversary XVII. O North também defendeu com sucesso os títulos contra os Rascalz no episódio de 2 de agosto do Impact Wrestling. A próxima defesa bem-sucedida do título foi contra Reno Scum e a dupla de Rich Swann e Willie Mack em uma luta three-way no Unbreakable.
O North manteve os títulos contra o LAX no episódio de 9 de agosto do Impact Wrestling. O North também defendeu com sucesso o título contra o Reno Scum no Cali Combat. No episódio de 6 de setembro do Impact Wrestling, o North derrotou o LAX para reter o Campeonato Mundial de Duplas, o que resultou na saída do LAX do Impact Wrestling. A dupla defendeu os Campeonatos Mundiais de Duplas no Canadá contra desafiantes duvidosos, incluindo Cody Deaner e Wheels Deaner no Deaner Compound. Eventualmente, o North retornou no Impact! de 16 de junho para derrotar o The Rascalz (Dez e Wentz) em uma luta pelo título. Infelizmente, ninguém estava assistindo nos bastidores, pois todos estavam assistindo aos Greatest Hits de Ken Shamrock no Impact Plus. Na semana seguinte, Page reclamou sobre as pessoas estarem assistindo Shamrock em vez deles, o que levou Shamrock a desafiar Alexander para uma luta naquela noite. No entanto, o North atacou Shamrock antes mesmo dele entrar no ringue. Na semana seguinte, o North se apresentou para falar sobre o ataque, mas Shamrock apareceu buscando uma luta. Ele foi eventualmente acompanhado por Sami Callihan, lutando contra o North ao lado de seu rival antes de desaparecer na noite. O EVP Scott D'Amore, tentando apaziguar Ethan Page, marcou uma luta pelo título de duplas entre o North e a equipe de Shamrock e Callihan para o Slammiversary. No evento, Alexander e Page conseguiram defender os títulos contra Callihan e Shamrock. Após a luta, foram desafiados pelos Motor City Machine Guns para uma luta pelo Campeonato Mundial de Duplas no episódio seguinte do Impact. No episódio de 21 de julho do Impact!, o North foi derrotado pelos Motor City Machine Guns, encerrando seu reinado recorde de 383 dias como campeões. Em 25 de outubro, o North conquistou o título pela segunda vez ao derrotar os Motor City Machine Guns no Bound for Glory em uma luta four-way de duplas, que também contou com os The Good Brothers (Doc Gallows e Karl Anderson) e a dupla Ace Austin e Madman Fulton. Em 14 de novembro, no Turning Point, o North perdeu o título para os The Good Brothers, encerrando seu reinado de 21 dias. Em seguida, Alexander e Page começaram uma storyline onde não conseguiam trabalhar bem juntos, levando à saída de Page do Impact e ao desmembramento do North.

## Títulos e prêmios
- Alpha-1 Wrestling
  - A1 Tag Team Championship (1 vez)[27]
- Fringe Pro Wrestling
  - FPW Tag Team Championship (1 vez)[28]
- Impact Wrestling
  - Campeonato Mundial de Duplas do Impact (2 vezes)[29]
  - Prêmios de Fim de Ano do Impact (2 vezes)
    - Dupla do Ano (2019, 2020)[30][31]
- Insane Wrestling League
  - IWL Tag Team Championship (1 vez)[32]
- International Wrestling Cartel
  - IWC Tag Team Championship (1 vez)[33]
- Pro Wrestling Guerrilla
  - Campeonato Mundial de Duplas da PWG (1 vez)
- Pro Wrestling Illustrated
  - PWI os colocou na #4ª posição das 50 melhores duplas no PWI Tag Team 50 em 2020[34]
- The Wrestling Revolver
  - PWR Tag Team Championship (1 vez)[35]